# Wahadło radiestezyjne

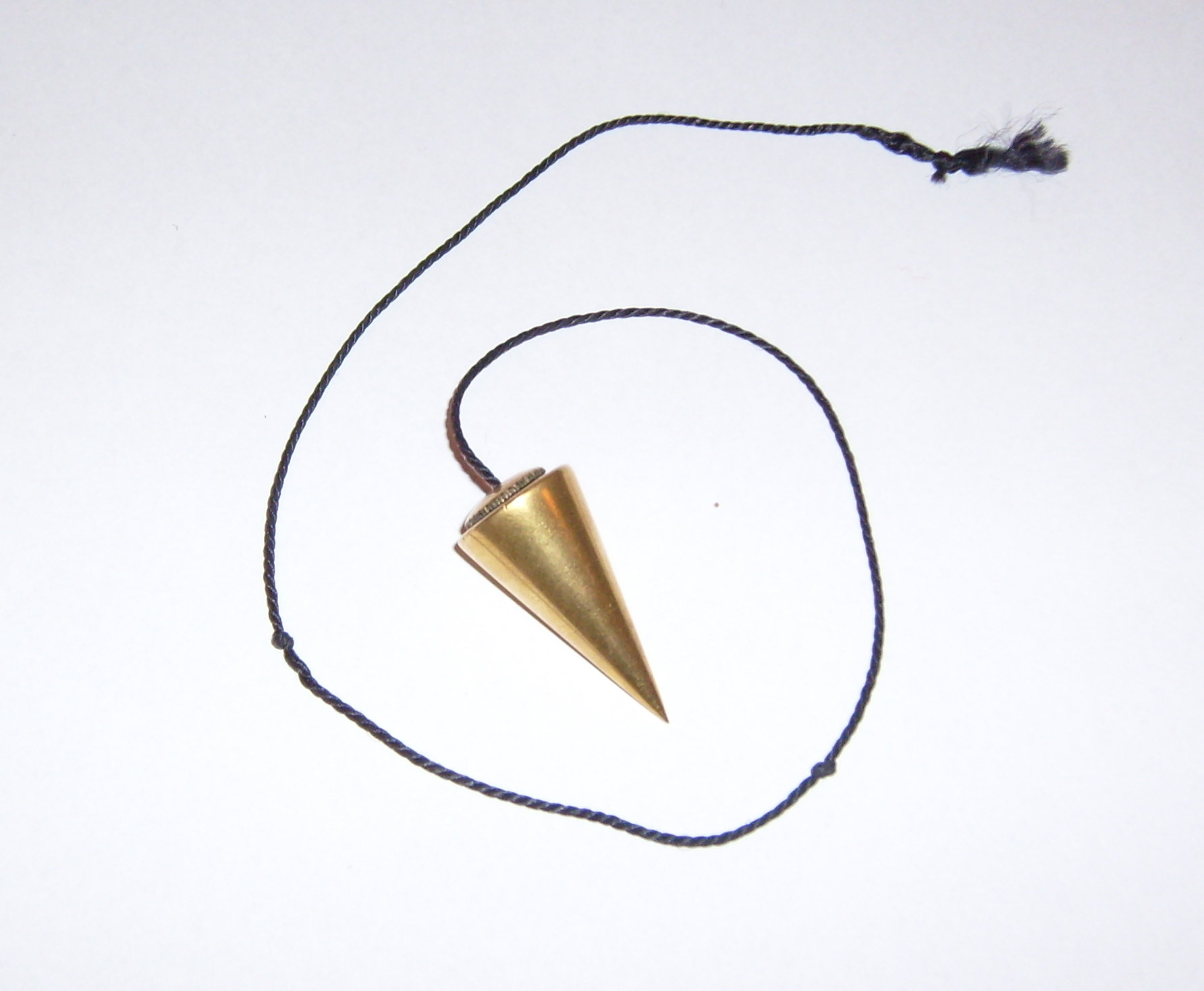
Wahadło radiestezyjne

Wahadło radiestezyjne – przyrząd radiestety. Wahadło to ma służyć do wykrywania różnego typu źródeł domniemanego promieniowania.
Wahadło radiestezyjne przybiera różne symetryczne kształty, a najczęściej występuje w postaci stożków bądź kul, które są zawieszone na niesprężystym sznurku lub łańcuszku. Większość wahadełek składa się z 10–20 centymetrowej nitki i ciężarka o masie 20–50 gramów; nie jest to regułą. Nowym użytkownikom wahadełka sugeruje się, aby sami wybrali najlepszy dla siebie model. Nie stosuje się raczej wahadełek stalowych, ze względu na ryzyko działań magnetycznych.